# Notophthiracarus parasomalicus
Notophthiracarus parasomalicus är en kvalsterart som beskrevs av Wojciech Niedbała 200. Notophthiracarus parasomalicus ingår i släktet Notophthiracarus och familjen Phthiracaridae. Inga underarter finns listade i Catalogue of Life.